# Salvio de Albi
Salvio de Albi (en latín: Salvio) fue un ex obispo de Albi en la Galia, entre aproximadamente 571 o 574 y 584.

## Historia y leyenda

### Familia
En el siglo VI, la familia Desiderii-Salvi, es rica y poderosa, conocida por su relación lejana con San Gregorio de Tours, que escribió el relato. En el contexto de la caída del Imperio Romano, la Galia quedó fragmentada e incesantes conflictos sacudieron los territorios. Desiderio, un noble galorromano, se creó un vasto dominio, en las fronteras de los Albigenses y del Quercy.
Esta familia dará dos obispos, Salvio de Albi y Desiderio de Cahors. En esta época, estas familias ricas ocupaban el poder civil y religioso, sirviendo de enlace entre la población galorromana y los reinos emergentes: reino visigodo y luego reinos francos.
Salvio se beneficia de una educación acorde con su rango: derecho y humanidades, antes de convertirse en abogado en Albi. Se convierte en monje y ermitaño. Después de un tiempo de vida solitaria, la población que lo creía muerto, lo nombró obispo en el año 574, considerándolo elegido por Dios dado el testimonio que dio al despertar. Gregorio de Tours relató su experiencia en Historia de los francos, Libro VII, Capítulo I.
Asumió su papel con diligencia, interviniendo ante personajes poderosos como Chilperico I y permaneciendo en la ciudad para cuidar de sus feligreses durante una epidemia de hambruna y peste. Sucumbió a esta enfermedad en el año 584.

### Culto
Sus restos fueron enterrados en su monasterio, antes de que sus reliquias fueran trasladadas a un santuario dedicado a él, en el lugar de la actual colegiata de San Salvio. Esta iglesia será la más importante de Albi hasta la construcción de la catedral de Santa Cecilia, cuando los nuevos obispos nombrados vendrán a inclinarse ante la tumba. Este último desapareció durante el desarrollo de la colegiata en el siglo XVIII.

## Salvio de Albi en el arte

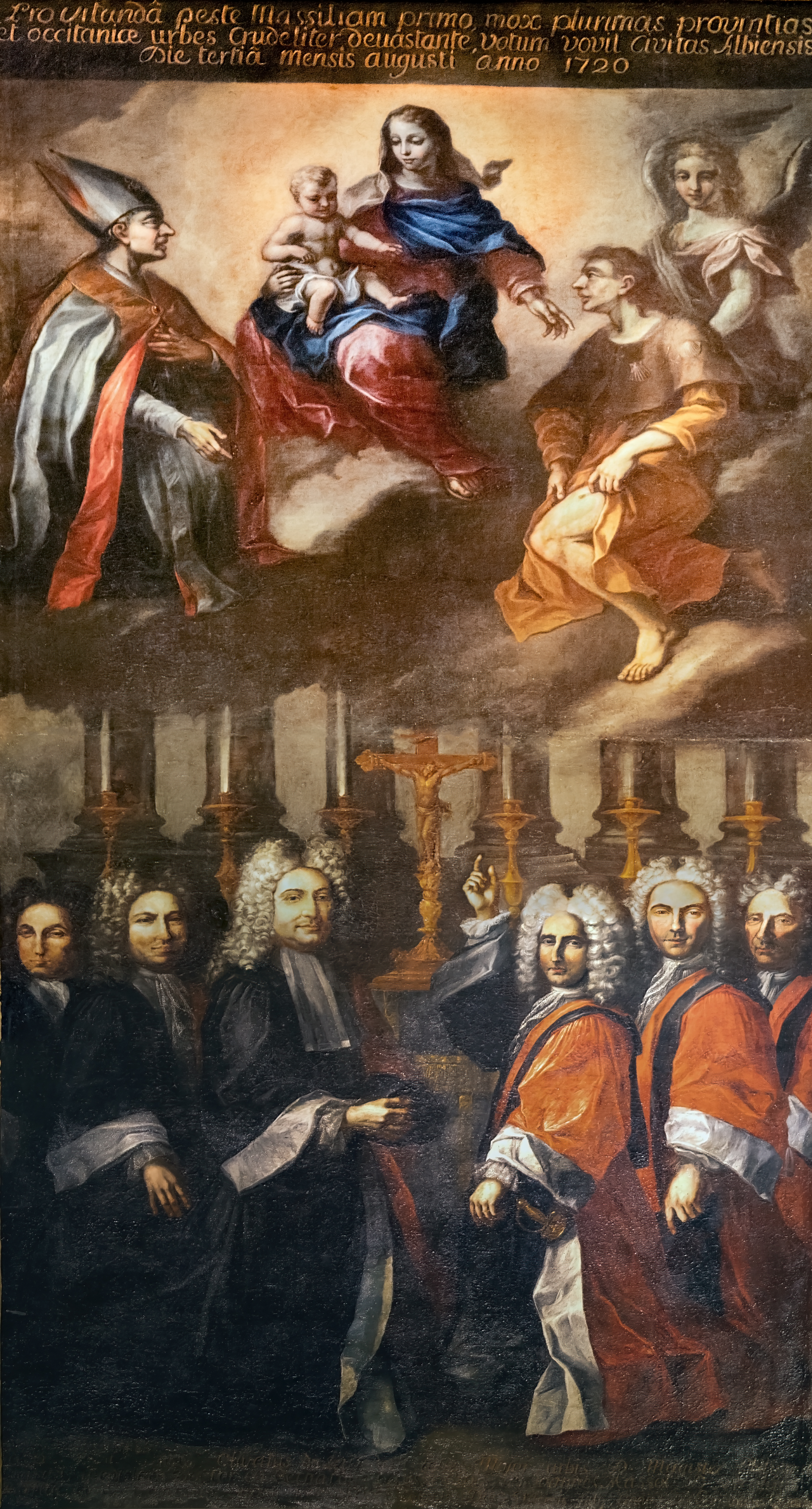
El Voto de los Consuls. Colegiata San Salvio de Albi.
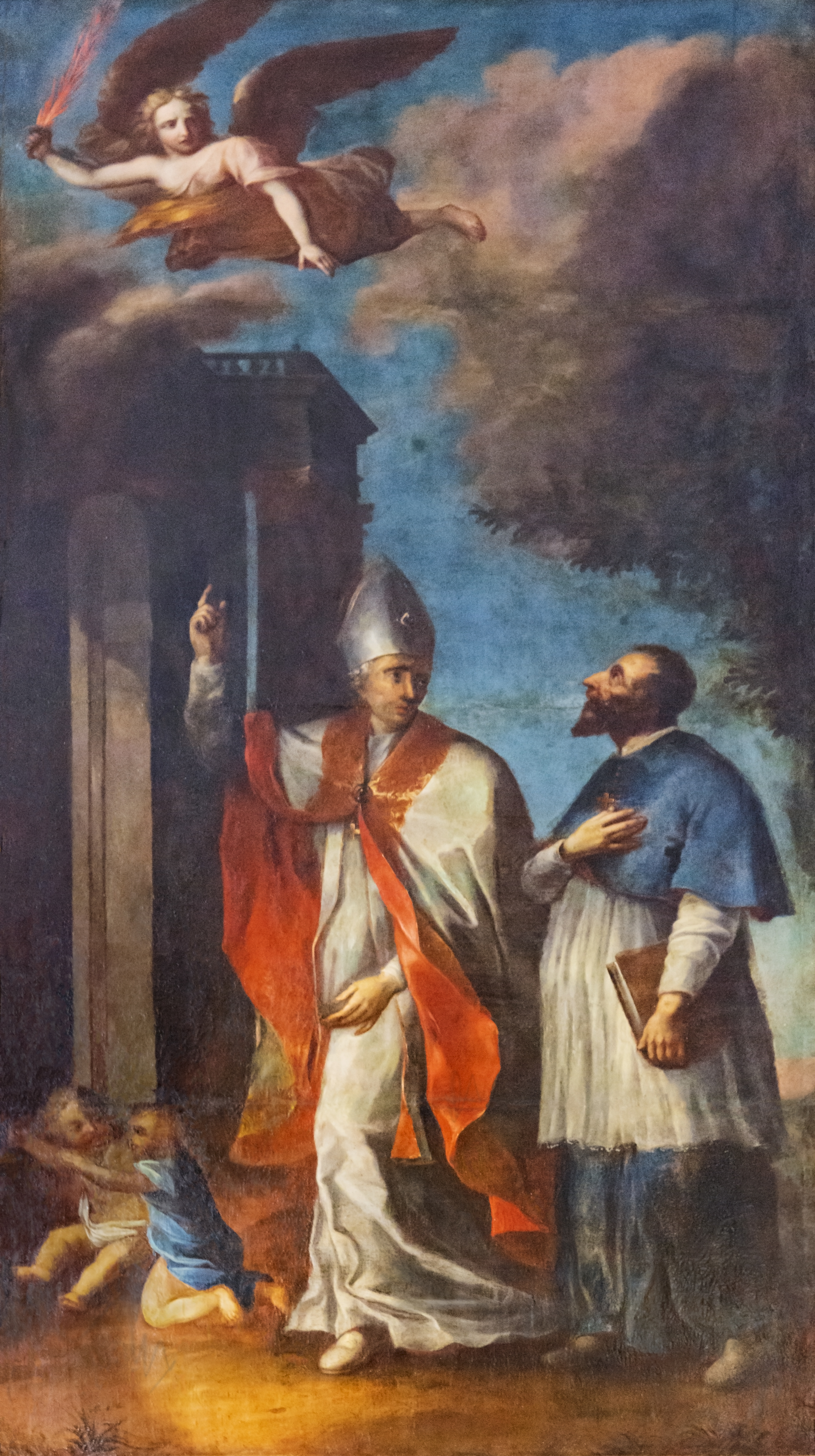
La prophétie de san Salvio sobre la casa de Chilperico. Colegiata de San Salvio.